# Есперанто-зустрічі

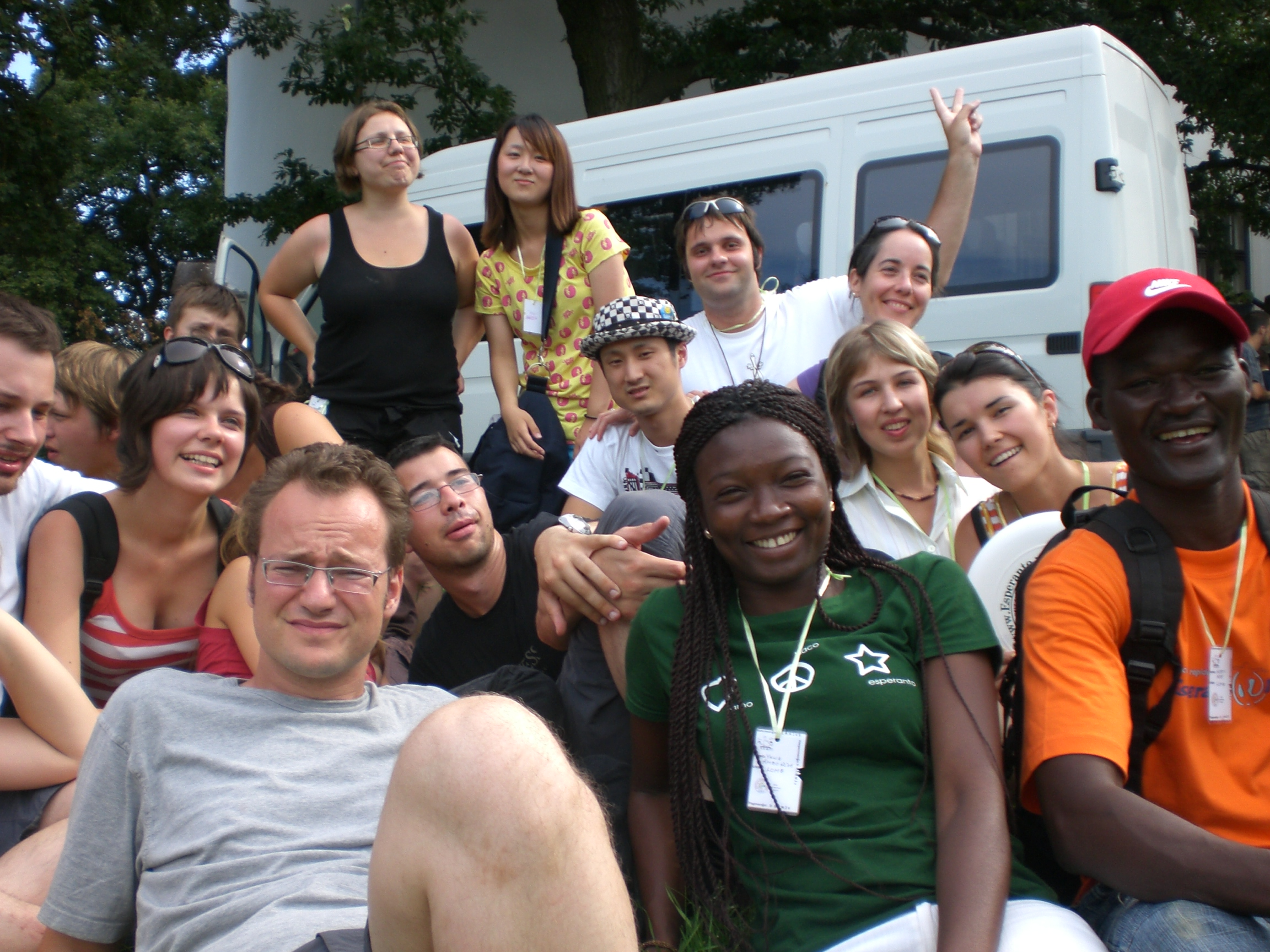
Учасники Всесвітнього молодіжного конгресу есперанто (Сомбатгей, Угорщина, 2008-й рік)

Есперанто-зустрічі (есп. Esperanto-renkontiĝo) — міжнародні, регіональні і національні зустрічі, які проводяться есперантистами (переважно від кількох днів до тижня) в різних куточках світу. Перші есперанто-зустрічі виникли на початку XX століття у Великій Британії та Франції. У 1905 році пройшов перший Всесвітній конгрес есперантистів у Булонь-сюр-Мер (Франція), на якому були присутні майже 700 есперантистів з 20 країн. На сьогодні есперанто-зустрічі проходять на всіх континентах, і більшість з яких є регулярними.

## Класифікація
За місцем проведення
- Міжнародні — проводяться у різних куточках світу. У першу чергу до таких відносять Всесвітній конгрес есперантистів, конгрес SAT і Всесвітній молодіжний конгрес есперанто.
- Регіональні — проводяться у рамках певного географічного регіону.
- Національні — проводяться на території певної країни чи території за національними ознаками.

За віковою категорією
- Дитячі
- Молодіжні
- Сімейні

За метою проведення
- Загальні
- Культурні
- Ті, що стимулюють есперанто-рух
- Тематичні

## Есперанто-зустрічі

### Міжнародні
| Назва                                                                       | Рік появи | Кількість учасників | Короткий опис |
| --------------------------------------------------------------------------- | --------- | ------------------- | --- |
| Всесвітній конгрес есперантистів (есп. Universala Kongreso de Esperanto)    | 1905      | > 1000              | Найбільший есперанто-захід, який збирає тисячі есперантистів з усього світу. Як правило, конгрес проводиться в останній тиждень липня або перший тиждень серпня, триває 8 днів. |
| Конгрес SAT (есп. SAT-Kongreso)                                             | 1921      | 70 — 150            | Щорічне зібрання членів і прихильників незалежної Всесвітньої есперанто-асоціації. Конгрес сприяє вирішенню соціальних проблем в різних регіонах світу. Проходить зазвичай у липні або в серпні. Конгрес не ставить перед собою ціль поширити есперанто. Він позиціонує себе як просвітницький, соціально-освітній, дискусійній клуб, що заснований на принципах взаємодопомоги і використовує для виконання своїх цілей наднаціональну мову — есперанто. |
| Міжнародний дитячий конгрес (есп. Internacia Infana Kongreseto)             | 1951      | 15 — 40             | Зустріч організовують для дітей віком від 6 до 16 років, які вміють і хочуть розмовляти мовою есперанто. Як правило, конгрес проходить в один тиждень одночасно або близько за часом із Всесвітнім. Перший дитячий конгрес відбувся в Мюнхені в 1951 році. |
| Всесвітній молодіжний конгрес есперанто (есп. Internacia Junulara Kongreso) | 1938      | декілька сотень     | Найбільша щорічна зустріч молодих есперантистів у світі. Учасники з усіх куточків світу приїжджають на один тиждень, і їх число зазвичай сягає близько 400, хоча буває, що збирається й більше. Конгрес щороку проходить в іншій країні. |

### Регіональні
| Назва                                                                                                 | Рік появи | Регіон                        | Кількість учасників | Короткий опис |      |
| Азія                                                                                                  | Азія      | Азія                          | Азія                | Азія | Азія |
| --- | --------- | ----------------------------- | ------------------- | --- | ---- |
| Азіатський конгрес есперанто (есп. Azia Kongreso de Esperanto, AKE)                                   | 1996      |                               | декілька сотень     | Скликається і організовується місцевим оргкомітетом конгресу та Азіатською асоціацією есперанто. Проходить кожні два-три роки в одній із країн регіону. |      |
| Загальний семінар (есп. Komuna Seminario)                                                             | 1982      | КНР · Японія · Південна Корея | < 70                | Молодіжна зустріч китайських, японських і корейських есперантистів. |      |
| Америка                                                                                               |           |                               |                     | |      |
| Всеамериканський конгрес есперанто (есп. Tut-Amerika Kongreso de Esperanto)                           | 1978      |                               | 170 — 190           | Зустріч американських есперантистів. Спочатку вона була нерегулярною, але, починаючи з 3-го конгресу, стала проводиться кожні 3 роки в одній із країн Північної чи Південної Америки.                                                                          |      |
| Північно-західна регіональна есперанто-конференція (есп. Nord-Okcidenta Regiona Esperanto-Konferenco) | 1981      | США · Канада                  | декілька сотень     | Щорічна зустріч північно-західних американських і південно-західних канадських есперантистів. Зазвичай проходить в штаті Вашингтон або в Британській Колумбії.                                                                                                 |      |
| Європа                                                                                                |           |                               |                     | |      |
| Молодіжний есперанто-тиждень (есп. Junulara E-Semajno)                                                | 2009/10   | Німеччина · Польща            | близько 250         | Новорічна молодіжна есперанто-зустріч, організована польською та німецькою молодіжними есперанто-організаціями. Проходить щорічно протягом одного тижня в різних країнах Центральної Європи.                                                                   |      |
| Зустріч есперанто-сімей (есп. Renkontiĝo de Esperantistaj Familioj)                                   | 1979      | Європа                        | 60 — 90             | Традиційна щорічна зустріч сімей з дітьми, які користуються есперанто в побуті. Перша така зустріч відбулася в 1979 році в Угорщині. Зустрічі проходять в основному в країнах Центральної Європи. У них беруть участі від 15 до 25 сімей з більш ніж 10 країн. |      |
| Семінар TEJO (есп. TEJO-Seminario)                                                                    | 1992      | Європа                        | більше 50           | Семінар, що проводиться Всесвітньою молодіжною організацією есперантистів, на якому обговорюються актуальні проблеми, що стосуються есперанто. |      |
| Культурний фестиваль есперанто (есп. Kultura Esperanto-Festivalo)                                     | 1986      | Данія · Фінляндія · Швеція    | > 100               | Фестиваль оригінальної есперанто-культури, який традиційно проходить в скандинавських країнах. У програму фестивалю входить презентація нових музичних і літературних творів, театральних постановок, які написані мовою есперанто.                            |      |
| Есперанто — штучна мова (есп. Esperanto - Lingvo Arta)                                                | 1988      | Білорусь · Росія · Україна    | 50 — 150            | Проводиться Російським союзом есперантистів спільно з Російським есперантистським молодіжним рухом у країнах СНД. |      |

### Національні
| Назва                                                                  | Рік появи | Країна     | Кількість учасників | Короткий опис |         |
| Америка                                                                | Америка   | Америка    | Америка             | Америка | Америка |
| ---------------------------------------------------------------------- | --------- | ---------- | ------------------- | --- | ------- |
| Осіння есперанто-зустріч (есп. Aŭtuna Renkontiĝo de Esperanto)         | 1994      | США        | близько 50          | Зустріч есперантистів на північному сході США, яка проходить щоосені. Організаторами заходу є Квебекський есперанто-рух спільно з есперанто-організаціями Нью-Йорка і Нової Англії. Зустріч завжди проходить на вихідних під час святкування Дня Колумба в США і Дня подяки в Канаді. |         |
| Північно-американські літні курси (есп. Nord-Amerika Somera Kursaro)   | 1970      | США        |                     | Щорічні тритижневі курси есперанто, які, починаючи з 2007 року, проходять на базі Каліфорнійського університету в Сан-Дієго. |         |
| Бразильський конгрес есперанто (есп. Brazila Kongreso de Esperanto)    | 1907      | Бразилія   | декілька сотень     | Щорічна зустріч бразильських есперантистів. |         |
| Європа                                                                 |           |            |                     | |         |
| FESTO (есп. Franca Esperanto-Semajno Terure Organizita)                | 1996      | Франція    | > 100               | Щорічна молодіжна есперанто-зустріч, що проводиться Молодіжною есперантистською французькою організацією влітку. |         |
| Міжнародні зустрічі Плуезека (есп. Internaciaj Renkontoj de Pluezek)   | 1997      | Франція    | близько 180         | Есперанто-зустріч, що проходить в комуні Плуезека департаменту Кот-д'Армор в Бретані. |         |
| Берлінська лісова зустріч (есп. Berlina Arbara Renkontiĝo)             |           | Німеччина  | близько 20          | Зустріч молодих есперантистів (часто сімей з дітьми), яка проходить двічі на рік, навесні та восени, у лісі поряд з Бад-Мюндер-ам-Дайстер. |         |
| Міжнародний фестиваль (есп. Internacia Festivalo)                      | 1979/80   | Німеччина  | 120 — 160           | Традиційний новорічний захід для сімей і повнолітніх. |         |
| KISO (есп. Kafoklaĉa Internacia Somera Renkontiĝo)                     |           | Німеччина  |                     | Зустріч організовується Марбурзькою есперанто-групою. |         |
| Новорічна зустріч (есп. Novjara Renkontiĝo)                            | 2001      | Німеччина  | 120 — 170           | Новорічна зустріч, яка проводиться німецькою есперанто-асоціацією EsperantoLand. |         |
| Міжнародний весняний тиждень (есп. Printempa Semajno Internacia)       | 1985      | Німеччина  | 160 — 170           | Зустріч відбувається щорічно напередодні Великодня. На зустріч з'їжджаються в основному сім'ями. |         |
| SEFT (есп. Somera Esperanto-Familia/Feria Tendaro)                     | 1978      | Німеччина  | > 70                | Зустріч проходить в лісі Мекленбург-Передньої Померанії, у якому створюється спеціальний табір. |         |
| Літня центральноєвропейська зустріч (есп. Somera Mezeuropa Renkontiĝo) | 2003      | Німеччина  | < 50                | Сімейна зустріч, яка проходить щоліта і триває два тижні. |         |
| Міжнародний молодіжний тиждень (есп. Internacia Junulara Semajno)      | 1987      | Угорщина   | 100 — 150           | Найбільша зустріч есперантистів Угорщини, яка зазвичай проходить в липні або на початку серпня і триває близько тижня. |         |
| Міжнародний молодіжний фестиваль (есп. Internacia Junulara Festivalo)  | 1977      | Італія     | близько 100         | Молодіжна зустріч есперантистів, яка проходить зазвичай під час Великодня. |         |
| Італійський конгрес есперанто (есп. Itala Kongreso de Esperanto)       | 1910      | Італія     | 100 — 150           | Проводиться італійською есперанто-федерацією, як правило, в серпні. |         |
| Arkones (есп. Artaj Konfrontoj en Esperanto)                           |           | Польща     |                     | Незалежний культурний форум, організований в Познані соціальним суспільством E-Senco і Університетом імені Адама Міцкевича. |         |
| Літня школа есперанто (есп. Somera Esperanto-Studado)                  | 2007      | Словаччина | 100 — 150           | Літня школа студій з мови есперанто для носіїв слов'янських мов. Є найбільшим міжнародним слов'янським заходом есперанто-руху, метою якого є вивчення мови есперанто. Щороку, починаючи від 2007, цей захід проходить щоліта в Словаччині.                                            |         |